# Дража Михайлович
Драголюб (Дража) Михайлович (Драгољуб Дража Михаиловић, също Чича, Дража Михаилович или Михајлович) е сръбски генерал и герой от Първата световна война, който по-късно става предводител на националистическото движение на четниците, станали по-известни като Югославска армия в отечеството. В България поне до първата половина на 1943 година е бил възприеман като водач и на комунистическата съпротива, лавриращ между интересите на СССР и Великобритания с цел осъществяването на Великосръбската шовинистична доктрина след войната.
Президентът на Съединените американски щати Хари Труман го награждава посмъртно с Ордена на почетния легион Legion of Merit за това, че четниците му спасяват живота на 500 американски летци по време на Втората световна война.
Михайлович е приет в Сръбската военна академия през 1910 и като курсант е изпратен на фронта по време на Балканските войни (1912 – 1913). През юли 1913 е повишен в чин младши лейтенант. Служи по време на Първата световна война и заедно със сръбската армия избягва в Албания през 1915 по време на дългото отстъпление на сръбските войски, по-известно като „Албанската голгота“. По-късно Дража Михайлович е награден с ордени за успехите си на Солунския фронт.
В периода юни 1935 – май 1936 година Дража Михайлович е военен аташе в югославската легация София, като активно работи с българската опозиция в лицето на различните фракции на БЗНС за поглъщане на България от Югославия под управлението на династията Караджорджевич.
Осъден на смърт в белградския процес проведен в периода 10 юни – 15 юли 1946 г. който е формален, тъй като съдбата му е предрешена. Съдът не приема показанията на американските офицери във формированията на Михайлович по време на войната, както и на англо-американските летци, свалени над територията на Югославия и спасени от четниците (по време на войната са спасени повече от 500 пилота), а опиталите се да свидетелстват в негова полза жени са лишени от граждански права. На 15 юли Михайлович е осъден на смърт и на 17 юли е разстрелян. Мястото на погребението остава неизвестно. През март 1948 г. президентът на САЩ Хари Труман го награждава посмъртно с американския медал „Почетен легион“. През 2001 г. наградата е връчена на дъщеря му. Заради екзекуцията му генерал дьо Гол е един от двамата държавни глави, съвременници на Тито, отказали да се срещнат с него до края на живота си, сравнявайки съдбата му с негова евентуална следвоенна екзекуция по заповед на водача на френските комунисти Морис Торез. На 14 май 2015 година Сръбският върховен съд реабилитира посмъртно Дража Михайлович.